# Nieul-le-Dolent

Nieul-le-Dolent este o comună în departamentul Vendée, Franța. În 2009 avea o populație de 2,222 de locuitori.